# Fred Personne
Pour les articles homonymes, voir Personne.
Fred Personne, de son vrai nom Alfred Célestin Personne, est un acteur français, né le 20 décembre 1932 à Auchel (Pas-de-Calais) et mort le 17 novembre 2014 à Marmande (Lot-et-Garonne).

## Biographie
Fils d'un couple de petits commerçants installés à Auchel, Fred Personne a le goût des lettres et fait des études classiques à Béthune, puis à la faculté de Lille. Il commence une carrière d'enseignant, avant de rencontrer Jean Vilar. C'est grâce à ce dernier que Fred Personne monte sur les planches, au Théâtre national des Flandres, à partir de 1958. L'amour du théâtre ne le quittera jamais et il a joué, depuis lors, dans quelque cent vingt pièces.
Parallèlement, le comédien fait une carrière sur le grand et le petit écran. On le retrouve dans une quarantaine de films.
Les téléspectateurs l'ont vu également dans de très nombreuses dramatiques et des séries télévisées, telles que Maigret, D'Artagnan, Jacquou le Croquant, Les Rois maudits, Ces Grappes de ma Vigne, Les Cinq Dernières Minutes ou Les Brigades du Tigre.
Fred Personne a raconté son itinéraire professionnel dans deux livres intitulés : Y’a quelqu’un ? Non, y’a personne (2008), et Cinquante ans de cour à jardin… Ma vie d’acteur (2009), parus aux Éditions Les Échos du Pas-de-Calais.

## Filmographie

### Cinéma

#### Longs métrages
- 1962 : Le Jour le plus long de Darryl Zanuck
- 1968 : La Bande à Bonnot de Philippe Fourastié
- 1968 : L'Auvergnat et l'Autobus de Guy Lefranc
- 1968 : Pierre et Paul de René Allio
- 1969 : La Nuit bulgare de Michel Mitrani
- 1969 : Trois Hommes sur un cheval de Marcel Moussy
- 1971 : La Cavale de Michel Mitrani
- 1972 : L'Insolent de Jean-Claude Roy
- 1972 : Il n'y a pas de fumée sans feu d'André Cayatte
- 1973 : Juliette et Juliette de Remo Forlani
- 1975 : Mords pas, on t'aime d'Yves Allégret
- 1975 : Monsieur Klein de Joseph Losey
- 1976 : La Question de Laurent Heynemann
- 1976 : Les Mal Partis de Sébastien Japrisot
- 1977 : Monsieur Papa de Philippe Monnier
- 1977 : L'Animal de Claude Zidi
- 1977 : Les Petites Fugues d'Yves Yersin
- 1978 : Oublier Venise (Dimenticare Venezia) de Franco Brusati
- 1979 : Le Mors aux dents de Laurent Heynemann
- 1979 : La Femme flic d'Yves Boisset
- 1979 : L'Œil du maître de Stéphane Kurc
- 1979 : Sauve qui peut (la vie) de Jean-Luc Godard
- 1980 : Pile ou face de Robert Enrico
- 1981 : L'Année prochaine... si tout va bien de Jean-Loup Hubert
- 1982 : Liberty belle de Pascal Kané
- 1982 : L'Héritier de la Panthère rose (Curse of the Pink Panther) de Blake Edwards
- 1982 : L'Indiscrétion de Pierre Lary (voix uniquement)
- 1987 : Natalia de Bernard Cohn
- 1988 : Pleure pas my love de Tony Gatlif
- 1988 : La Maison de jade de Nadine Trintignant
- 1985 : Mon cas (O meu caso) de Manoel de Oliveira
- 1990 : La Dernière Saison de Pierre Beccu
- 1991 : Riens du tout de Cédric Klapisch
- 1992 : Germinal[Notes 1] de Claude Berri
- 1994 : Les Mots perdus de Marcel Simard
- 1995 : Nuits blanches de Sophie Deflandre
- 1998 : Le Monde à l'envers de Rolando Colla
- 2001 : Du côté des filles de Françoise Decaux-Thomelet
- 2003 : Livraison à domicile de Bruno Delahaye
- 2008 : Bienvenue chez les Ch'tis de Dany Boon
- 2016 : Au nom de ma fille de Vincent Garenq

#### Courts métrages
- 1975 : Pique-nique en campagne de Georges Sénéchal
- 1977 : Si un jour de Noël Drouzy
- 1983 : Rendez-vous avec Marguerite de Nicolas Klotz
- 1986 : Passé simple de Sophie Deflandre
- 1986 : Laura, Laura pas de Jean-Luc Rossignol
- 1990 : Épreuve d'artiste de Rémi Bernard
- 1992 : Le Pré aux Bernaches de Christophe Prédigna
- 1993 : Ici, là ou ailleurs de Vincent Loury
- 1995 : Une leçon de savoir vivre de Pascal Bonnelle
- 1998 : Je vois déjà le titre de Martial Fougeron
- 2001 : Une voix d'homme de Martial Fougeron
- 2002 : Prédateurs domestiques de Lars Blumers
- 2013 : Le Tableau de Laurent Achard

### Télévision
- 1962 : L'inspecteur Leclerc enquête, épisode : Haute Fidélité de Guy Lefranc
- 1966 : La Mouette (d'Anton Tchekhov), téléfilm de Gilbert Pineau : Yacov
- 1967 : Vidocq de Marcel Bluwal épisode 8 Les olympiens : Brigadier Lebel
- 1967 : Les Enquêtes du commissaire Maigret de Claude Barma, épisode : Cécile est morte
- 1968 : Le Tribunal de l'impossible de Michel Subiela (série télévisée) (épisode Nostradamus alias Le Prophète en son pays) de Pierre Badel : l'ambassadeur
- 1969 : Agence Intérim (épisode "Cow-boy"), série télévisée de Marcel Moussy et Pierre Neurrisse : Michaud
- 1969 : Que ferait donc Faber ? (série) réal. par  Dolorès Grassian
- 1969 : Jacquou le Croquant, feuilleton télévisé de Stellio Lorenzi
- 1969 : D'Artagnan (d'Alexandre Dumas), feuilleton télévisé de Claude Barma : le bourreau de Béthune
- 1969 : La Passion d'Anne-Catherine Emmerich (série Le Tribunal de l'impossible), de Michel Subiela : le docteur Wesener
- 1970 : Les Cinq Dernières Minutes, épisode Une balle de trop, de Raymond Portalier
- 1970 : Le Lys dans la vallée de Marcel Cravenne : Docteur Origet
- 1971 : Mesure pour mesure de William Shakespeare, réalisation Marcel Bluwal
- 1971 : Les Enquêtes du commissaire Maigret de Marcel Cravenne, épisode : Maigret aux assises : le gérant de l'hôtel Concarneau
- 1971 : Les Nouvelles Aventures de Vidocq, épisode Les Chauffeurs du Nord de Marcel Bluwal
- 1972 : Les Rois maudits - "Le Roi de Fer" de Maurice Druon - Réalisé par Claude Barma : le bourreau
- 1972 : Mandrin (série TV) de Philippe Fourastié
- 1973 : Graine d'ortie (Série TV) d'Yves Allégret : rôle de Robin
- 1973 : Histoire vraie de Claude Santelli
- 1974 : Les Enquêtes du commissaire Maigret, épisode : Maigret et le corps sans tête de Marcel Cravenne
- 1974 : Le Tribunal de l'impossible, épisode « Le baquet de Frédéric-Antoine Mesmer », réalisation de Michel Subiela
- 1974 : Un curé de choc (26 épisodes de 13 minutes) de Philippe Arnal
- 1976 : Comme du bon pain, série télévisée de Philippe Joulia, M. Bergeret
- 1976 : Messieurs les jurés : L'Affaire Craznek de Michel Genoux
- 1978 : Émile Zola ou la Conscience humaine de Stellio Lorenzi (feuilleton TV)
- 1978 : Les Brigades du Tigre, épisode Les Demoiselles du Vésinet de Victor Vicas - rôle de Schumacher
- 1978 : Les Cinq Dernières Minutes épisode Régis de Guy Lessertisseur : Poligny
- 1979 : Les Dossiers éclatés : Mort non naturelle d'un enfant naturel de Roger Kahane
- 1979 : Les Enquêtes du commissaire Maigret, épisode : Le Fou de Bergerac d'Yves Allégret
- 1979 : Le Comte de Monte-Cristo de Denys de la Patellière : Barrois
- 1979 : Julien Fontanes, magistrat, épisode Coup de taureau - de Guy Lefranc
- 1980 : Médecins de nuit de Peter Kassovitz, épisode : Un plat cuisiné (série télévisée)
- 1980 : La Peau de chagrin de Michel Favart : Cameristus
- 1981 : Au bon beurre de Édouard Molinaro
- 1981 : Le Professeur jouait du saxophone, (Cinéma 16) de Bernard Dumont : Le directeur de l'école
- 1981 : Les Cinq Dernières Minutes d'Éric Le Hung, épisode Le Retour des coulons
- 1982 : Pleine lune de Jean-Pierre Richard
- 1983 : Les Cinq Dernières Minutes (épisode Meurtre sans pourboire) série télévisée de Jean Chapot
- 1984 : L'Homme de Suez de Christian-Jaque
- 1984 : Hello Einstein de Lazare Iglesis
- 1985 : Le Génie du faux de Stéphane Kurc
- 1986 : Madame & ses Flics de Roland-Bernard, épisode : Mort en play back
- 1991 : Appelez-moi Tonton de Dominique Baron
- 1985 : La Mule de corbillard de Claude Vajda
- 1993 : Maigret : Maigret et l'homme du banc d'Étienne Périer
- 1993 : L'Instit, épisode 1-01, Les chiens et les loups, de François Luciani : Pascal Bonnaffé
- 1994 : La Colline aux mille enfants de Jean-Louis Lorenzi
- 2006 : On a volé la Joconde de Fabrizio Costa
- 2009 : La mort n'oublie personne de Laurent Heynemann
- 2015 : La Vie devant elles de Gabriel Aghion

## Théâtre
- 1963 : Lumières de bohème de Ramón María del Valle-Inclán, mise en scène Georges Wilson, TNP Théâtre de Chaillot
- 1967 : Qui est cette femme ? de Norman Krasna, mise en scène Jacques Fabbri, Théâtre de la Porte-Saint-Martin
- 1969 : Guerre et paix au café Sneffle de Rémo Forlani, mise en scène Georges Vitaly, Théâtre La Bruyère
- 1970 : Madame de Rémo Forlani, mise en scène Sandro Sequi, Théâtre de la Renaissance
- 1971 : Hamlet de William Shakespeare, mise en scène Maurice Jacquemont, Théâtre de la Musique
- 1973 : Par-dessus bord de Michel Vinaver, mise en scène Roger Planchon, Théâtre national populaire Villeurbanne
- 1974 : La Chasse au dahut de Franck Hamon, mise en scène Nicole Anouilh, Théâtre de l'Athénée
- 1975 : Omphalos Hotel de Jean-Michel Ribes, mise en scène Michel Berto, Théâtre national de Chaillot
- 1976 : Gilles de Rais de Roger Planchon, mise en scène de l'auteur, TNP Villeurbanne
- 1977 : Gilles de Rais de Roger Planchon, mise en scène de l'auteur, Théâtre national de Chaillot
- 1980 : Ouverture sur mer de Reine Bartève, mise en scène Julian Negulesco, Théâtre de Poche Montparnasse
- 1981 : Un habit pour l'hiver de Claude Rich, mise en scène Georges Wilson, Théâtre des Célestins
- 1986 : Cher vieux troubadour de George Sand d'après la correspondance avec Gustave Flaubert, mise en scène France Darry, Théâtre de l'Athénée-Louis-Jouvet
- 1986 : L'Opéra de quat'sous de Bertolt Brecht, mise en scène Giorgio Strehler, Théâtre du Chatelet
- 1988 : La Métamorphose d'après Franz Kafka, mise en scène Steven Berkoff, Théâtre du Gymnase Marie Bell
- 1989 : Henri IV de Luigi Pirandello, mise en scène Armand Delcampe, Théâtre de l'Atelier
- 1993 : La Mégère apprivoisée de William Shakespeare, mise en scène Jérôme Savary, Théâtre national de Chaillot, Théâtre de Nice
- 1995 : Maître de Thomas Bernhard, mise en scène Jean-Luc Boutté, Théâtre Hébertot
- 2000 : Douce France, Dure France, Compagnie Vendanges Tardives, avec Violetta (accordéon), Maison de la Poésie
- 2001 : Transits de Philippe Braz, mise en scène Brigitte Mounier, Théâtre du Nord

## Publications
- 2008 - Y'a quelqu'un ? Non y'a personne
- 2009 - Cinquante ans de cour à jardin... Ma vie d'acteur

## Distinctions
- Chevalier de l'ordre des Arts et des Lettres (2011)[2]